# Berkeley Software Distribution
Berkeley Software Distribution (BSD) is een afgeleide van Unix van de Universiteit van Californië - Berkeley die in de jaren zeventig werd verspreid. De naam wordt ook gebruikt voor de moderne afgeleiden van deze distributie.
Op dit moment bestaan er vier hoofdvarianten die onder de BSD-licentie worden ontwikkeld: FreeBSD, OpenBSD, NetBSD en PC-BSD. Darwin, de BSD-kern van het besturingssysteem macOS van Apple, is beschikbaar als een volledig functioneel opensourcebesturingssysteem voor x86-computers (voorheen ook voor PowerPC-computers). De grafische systemen Aqua en Quartz en vele andere propriëtaire aspecten van macOS blijven echter closed-source. Verschillende Darwin-ontwikkelaars zijn ook FreeBSD committers, en vice versa.